# Lika (folyó)
A Lika egy búvófolyó Horvátországban, felszíni része a Likai-mezőn folyik végig.

## Leírása
A Lika a Velebit-hegység alatt, a Likai-mező déli részén, 596 m magasságban ered. A Likai mezőn kanyarog, ahol átfolyik a Kruščica-tavon, majd tovább folyik a Lipovo-mezőig és a 10 km hosszú Lika-Gacka alagút bejáratáig. A folyó így el van választva a Lipovo-mezőn levő víznyelőtől, ahol korábban a föld alá bukott, és a Gacka folyóval van összekötve. A folyó hosszúsága 78,1 km, vízgyűjtő területe 1570 km2. A Lika vizét villamos energia előállítására használják (HPP Senj vizierőmű). A fő mellékfolyói balról a Novčica és az Otešica, jobbról pedig a Glamočica és a Jadova.
A Likai-mező közelében 1966-ban a Likán épített nyolcvan méter magas gáttal Kruščica néven egy mesterséges tavat hoztak létre, amelynek mélyén az egykori Kruščica falu található a Szent Illés-templommal. A vízierőmű építéséhez Kruščica község lakosságát kitelepítették, templomának oltárát pedig Aleksinicába vitték, ahol ma is látható. Vaganac falu közelében a tó mellett tömegsírt létesítettek és az itt nyugvó háromszáz elhunytnak emlékművet emeltek.

## Fordítás
Ez a szócikk részben vagy egészben  a   Lika (rijeka) című horvát Wikipédia-szócikk ezen változatának fordításán alapul.  Az eredeti cikk szerkesztőit annak laptörténete sorolja fel. Ez a jelzés csupán a megfogalmazás eredetét és a szerzői jogokat jelzi, nem szolgál a cikkben szereplő információk forrásmegjelöléseként.